# Championnat du Costa Rica de football 1929
Navigation
Saison précédente Saison suivante
La Primera División 1929 est la neuvième édition de la première division costaricienne.
Lors de ce tournoi, le LD Alajuelense a tenté de conserver son titre de champion du Costa Rica face aux trois meilleurs clubs costariciens.
Chacun des quatre clubs participant était confronté deux fois aux trois autres équipes.

## Les 4 clubs participants
| \| LD Alajuelense Gimnástica Española CS La Libertad CS Herediano \| Localisation des clubs engagés dans le championnat. |
| LD Alajuelense Gimnástica Española CS La Libertad CS Herediano                                                           |

| Club                | Stade                        | Capacité          | Ville    |
| LD Alajuelense      | Stade inconnu                | Capacité inconnue | Alajuela |
| Gimnástica Española | Stade inconnu                | Capacité inconnue | San José |
| CS Herediano        | Stade inconnu                | Capacité inconnue | Heredia  |
| CS La Libertad      | Stade national du Costa Rica | 25 500            | San José |

## Compétition
Les quatre équipes affrontent à deux reprises les trois autres équipes selon un calendrier tiré aléatoirement. 
Le classement est établi sur l'ancien barème de points (victoire à 2 points, match nul à 1, défaite à 0).
Le départage final se fait selon les critères suivants :
- Le nombre de points.
- Un match de départage.

### Classement
| Rang | Équipe              | Pts | J | G | N | P | Bp | Bc | Diff |
| ---- | ------------------- | --- | - | - | - | - | -- | -- | ---- |
| 1    | CS La Libertad      | 11  | 6 | 5 | 1 | 0 | 17 | 6  | +11  |
| 2    | LD Alajuelense (T)  | 6   | 6 | 3 | 0 | 3 | 16 | 13 | +3   |
| 3    | Gimnástica Española | 5   | 6 | 2 | 1 | 3 | 4  | 5  | -1   |
| 4    | CS Herediano        | 1   | 6 | 0 | 1 | 5 | 6  | 19 | -13  |

| Légende : Abréviations | Légende : Abréviations |
| ---------------------- | ---------------------- |
|                        | (T) : Tenant du titre  |

## Bilan du tournoi
| Tableau d'Honneur |                |
| Compétition       | Vainqueur      |
| Primera División  | CS La Libertad |
| Copa Federación   | CS La Libertad |

## Statistiques

### Meilleur buteur
- Rafael Madrigal (CS La Libertad) 8 buts